# Shenna-Stätte
Die Shenna-Stätte (chinesisch 沈那遗址, Pinyin Shěnnā yízhǐ, englisch Shenna Site) ist eine archäologische Stätte der Qiang aus dem Neolithikum bis in die Bronzezeit im Norden des Dorfes Xiaoqiao 小桥村 des Stadtbezirks Chengbei von Xining in der nordwestchinesischen Provinz Qinghai. 
Die Shenna-Stätte steht seit 2006 auf der Liste der Denkmäler der Volksrepublik China (6-212).
Koordinaten: 36° 39′ 18,7″ N, 101° 45′ 13,9″ O